# George F. Sternberg
Pour les articles homonymes, voir Sternberg.
George Fryer Sternberg, né le 26 août 1883 et mort le 23 octobre 1969, est un paléontologue américain.

## Biographie
George F. Sternberg est notamment connu pour sa découverte au Kansas du fossile d'un Xiphactinus audax venant juste de manger un Gillicus arcuatus soit d'un poisson dans un poisson (fish-within-a-fish).
Il est fils de Charles Hazelius Sternberg et neveu de George Miller Sternberg.

## Honneurs
Le musée d'histoire naturelle Sternberg de l'université d'État de Fort Hays est nommé en son honneur.